# Ujung Tanjung (Jujuhan)
Ujung Tanjung is een bestuurslaag in het regentschap Bungo van de provincie Jambi, Indonesië. Ujung Tanjung telt 1696 inwoners (volkstelling 2010).